# The San Francisco Examiner
The San Francisco Examiner é um jornal diário norte-americano com sede em San Francisco, Califórnia. É publicado ininterruptamente desde o fim do século XIX.